# Archon (insecto)
Archon  es un género de lepidópteros ditrisios de la familia Papilionidae, subfamilia Parnassiinae, de distribución palaeártica.
Tradicionalmente, solo se han reconocido dos especies, Archon apollinus y Archon apollinaris. Recientes estudios, sin embargo, han dado estatus específico a un tercer taxón, Archon bostanchii.[cita requerida]